# Élections sénatoriales de 1995 en Guadeloupe
 (signalé en août 2025).
Si vous disposez d'ouvrages ou d'articles de référence ou si vous connaissez des sites web de qualité traitant du thème abordé ici, merci de compléter l'article en donnant les références utiles à sa vérifiabilité et en les liant à la section « Notes et références ».
- Archive Wikiwix
- Bing
- Cairn
- DuckDuckGo
- E. Universalis
- Gallica
- Google
- G. Books
- G. News
- G. Scholar
- Persée
- Qwant
- (zh) Baidu
- (ru) Yandex
- (wd) trouver des œuvres sur Wikidata

Les élections sénatoriales en Guadeloupe ont eu lieu le dimanche 25 septembre 1995.
Elles ont eu pour but d'élire les deux sénateurs représentant le département au Sénat de la Cinquième République, pour les neuf prochaines années. 

## Contexte départemental
Lors des élections sénatoriales du 28 septembre 1986 en Guadeloupe, deux sénateurs ont été élus, un PCG et un FGPS.
Depuis, tous les effectifs du collège électoral des grands électeurs ont été renouvelés, avec les élections législatives de 1993, les élections régionales françaises de 1992, les élections cantonales de 1992 et 1994 et les élections municipales françaises de 1995.

## Sénateurs sortants
| Sénateur | Sénateur        | Parti | Groupe | Autres mandats                              |
| -------- | --------------- | ----- | ------ | ------------------------------------------- |
|          | Henri Bangou    | PCG   | COM    | Maire de Pointe-à-Pitre, conseiller général |
|          | François Louisy | FGPS  | SOC    | Maire de Goyave                             |

## Présentation des candidats et des suppléants
Les nouveaux représentants sont élus pour un mandat de 9 ans au suffrage universel indirect par les 846 grands électeurs, dont les 41 conseillers généraux, élus au Conseil général, les 5 parlementaires et 800 délégués des conseils municipaux.
François Louisy (FGPS), sénateur depuis 1986 ne se représente pas.
| Candidats | Candidats        | Parti | Principale fonction                                                           |
| --------- | ---------------- | ----- | ----------------------------------------------------------------------------- |
|           | Henri Bangou *   | PPDG  | Conseiller général et maire de Pointe-à-Pitre. Cardiologue. Sénateur sortant. |
|           | Marcellin Lubeth | PPDG  | Conseiller général et maire de Sainte-Anne. Ingénieur.                        |

| Candidats | Candidats                     | Parti | Principale fonction                                                                                               |
| --------- | ----------------------------- | ----- | --- |
|           | Florent Mitel                 | PCG   | Conseiller général et maire de Petit-Canal. Instituteur.                                                          |
|           | José Toribio                  | PSG   | Conseiller général et maire du Lamentin.                                                                          |
|           | Edward Hatchi                 | FGPS  | Maire de Baillif.                                                                                                 |
|           | Patrice Tirolien              | FGPS  | Député. Conseiller régional et maire de Grand-Bourg. Enseignant                                                   |
|           | Léopold-Édouard Deher-Lesaint | Indep | |
|           | Jacques Gillot                | GUSR  | Conseiller général et maire de Le Gosier. Médecin.                                                                |
|           | Dominique Larifla             | GUSR  | Président du Conseil général. Conseiller général et maire de Petit-Bourg. Ancien député (1988-1993). Cardiologue. |
|           | Lucette Michaux-Chevry        | RPR   | Ministre (1993-1995). Présidente du Conseil régional. Ancienne députée (1986-1993). Maire de Baillif. Avocate.    |

## Résultats
| Candidat et parti politique | Candidat et parti politique   | Candidat et parti politique | Premier tour | Premier tour | Ballotage | Ballotage |
| Candidat et parti politique | Candidat et parti politique   | Candidat et parti politique | Voix         | %            | Voix      | %         |
| --------------------------- | ----------------------------- | --------------------------- | ------------ | ------------ | --------- | --------- |
|                             | Lucette Michaux-Chevry        | RPR                         | 435          | 52,35        |           |           |
|                             | Dominique Larifla             | GUSR                        | 260          | 31,29        | 440       | 57,14     |
|                             | Henri Bangou *                | PPDG                        | 202          | 24,31        | 2         | 0,26      |
|                             | Marcellin Lubeth              | PPDG                        | 127          | 15,28        |           |           |
|                             | Florent Mitel                 | PCG                         | 106          | 12,76        |           |           |
|                             | José Toribio                  | PSG                         | 103          | 12,39        | 1         | 0,13      |
|                             | Edward Hatchi                 | FGPS                        | 71           | 8,54         |           |           |
|                             | Jacques Gillot                | GUSR                        | 65           | 7,82         | 1         | 0,13      |
|                             | Léopold-Édouard Deher-Lesaint | DVD                         | 3            | 0,36         |           |           |
|                             | Patrice Tirolien              | FGPS                        | -            | -            | 326       | 42,34     |
|                             |                               |                             |              |              |           |           |
| Inscrits                    | Inscrits                      | Inscrits                    | 846          | 100,00       | 846       | 100,00    |
| Votants                     | Votants                       | Votants                     | 835          | 98,70        | 825       | 97,52     |
| Exprimés                    | Exprimés                      | Exprimés                    | 831          | 99,52        | 770       | 93,33     |